# Stephen Butler
Stephen Butler is een Iers voormalig hockeyer.

## Levensloop
Butler was actief als speler bij het Ierse Glenanne HC en het Belgische KHC Dragons. Daarnaast was hij actief in het Iers hockeyteam van 1999 tot 2010. Hij werd een eerste maal geselecteerd voor de nationale ploeg op 19-jarige leeftijd. Zowel qua caps, als goals is hij de meest succesvolle Ierse hockeyspeler. In totaal scoorde hij 79 maal in 163 interlands.
Omstreeks 2012 richtte hij samen met Frank Boschman het bedrijf Osaka Hockey op, een producent van hockeysticks. Butler is er verantwoordelijk voor de technische kant.